# Destination Horreur : 9 histoires à vous glacer le sang
 (mars 2025).
Motif : notoriété insuffisante
- Archive Wikiwix
- Bing
- Cairn
- DuckDuckGo
- E. Universalis
- Gallica
- Google
- G. Books
- G. News
- G. Scholar
- Persée
- Qwant
- (zh) Baidu
- (ru) Yandex
- (wd) trouver des œuvres sur Wikidata

| 1. | Préciser le motif de la pose du bandeau. | Précisez le motif de la pose du bandeau en utilisant la syntaxe suivante : {{admissibilité à vérifier\|date=avril 2025\|motif=remplacez ce texte par le motif}}                                                              |
| 2. | Informer les utilisateurs concernés.     | Pensez à avertir le créateur de l'article, par exemple, en insérant le code ci-dessous sur sa page de discussion : {{subst:avertissement admissibilité à vérifier\|Destination Horreur : 9 histoires à vous glacer le sang}} |

Destination horreur : 9 histoires à vous glacer le sang (titre original : Horowitz Horror), est un recueil de nouvelles fantastiques d'Anthony Horowitz publié en 2000 en France.
Le livre fut réédité sous le titre La photo qui tue : 9 histoires à vous glacer le sang en 2005 aux éditions Hachette Livre.

## Contenu
Le recueil contient les nouvelles suivantes : 
- La photo qui tue ;
- Bain du soir ;
- Transport éclair ;
- Le bus de nuit ;
- L'horrible rêve de Harriet ;
- Peur ;
- Jeux vidéo ;
- L'homme au visage jaune ;
- L'oreille du singe

Matthew se rendra au marché aux puces pour acheter un appareil photo d'occasion pour l'anniversaire de son père avant de se rendre compte que celui ci pourrait bien avoir des  occultes. Il découvre également un film dans l'appareil laissé par le propriétaire. Matthew prit en photo un miroir qui se brisa. Le père de Matthew est ravi par le cadeau de son fils et décide de prendre en photo le cerisier du jardin ainsi que leur chien Polonius. Le lendemain la famille découvre le cerisier mort, et le chien s'est enfui avant de se faire renverser et tuer par une voiture. Matthew repense alors au miroir brisé qu'il a pris en photo. Il décide donc de développer le film (oublié par le propriétaire) et fait une affreuse découverte : des jeunes personnes ont disparu à cause de cet appareil. Il observe dans ce film que les jeunes ont fait une séance de spiritisme et qu'ils ont malheureusement réveillé un démon, qui est enfermé dans l'appareil. Voulant le détruire, il apprend que sa famille est partie à Londres. Heureusement, Matthew réussit à retrouver sa famille avant qu'ils ne se prennent en photo. Mais il apprend également que son frère, Jamie, a photographié Londres. A la fin, Matthew contemple le désastre à Londres et les ténèbres qui viennent dominer la ville.

### Bain du soir
Les parents d'Isabel font l'acquisition d'une baignoire. Isabel ressent quelque chose de très effrayant, mais elle ne sait pas ce que c’est.
Lors de son premier bain elle se méfie et voit dans le miroir derrière elle un homme qu'elle ne saurait pas décrire car il y a de la buée sur le miroir.
Au bout de quelques minutes l’eau se transforme en un liquide visqueux et rouge. Isabel se rend compte que c’est du sang. Elle part le plus vite possible de la salle de bain et appelle sa mère mais quand elle revient avec elle, il n'y a plus rien. Les jours passent et Isabel ne se lave plus. Au bout d’un moment, sa mère l'oblige à reprendre un bain. Le même phénomène recommence et cette fois, Isabel part dormir chez son amie.
Elles décident alors de retourner là où les parents ont acheté la baignoire. En parlant au vendeur, elles découvrent que des meurtres se sont déroulés dans la baignoire. Isabel ne trouve qu’une solution: elle retourne chez elle, prend une clé à molette et tape la baignoire de toutes ses forces avec. Les parents l’envoient alors chez un psychiatre juste après. Puis la baignoire est réparée et le père prend un bain : il pense alors à sa fille qui a des problèmes, à sa femme qui l’embête tout le temps et à ses élèves ainsi qu’au principal du collège... Il se dit que sur un marché, il avait vu une bonne hache et « qu’il irait l’acheter dès le lendemain matin ».

### Transport éclair
Un garçon timide prénommé Henry hérite d'un ordinateur avec le pouvoir de prédire les scores des courses de chevaux
Ce jeune garçon va se réveiller en pleine nuit car l'ordinateur est allumé alors qu'il n'est pas branché. Sur l'écran est inscrit un nom. Par hasard, Henry va se retrouver à connaître le résultat d'une course hippique. Il va alors se rendre compte que le nom du cheval gagnant est le nom qui était inscrit sur l'écran de l'ordinateur. Il décide d'en parler à un copain (Léo) mais son ami refuse de le croire. Henry décide alors de parier avec lui et il est très surpris qu'il ait dit vrai. Ils pensent alors à tout l’argent qu’ils pourraient gagner s’ils arrivaient à parier. Mais malheureusement pour eux, henry et son ami ne sont que des enfants, ils ne peuvent pas parier. Ils décident de demander à un camarade plus grand, nommé Garrett (qui est un ancien cancre), de parier pour eux.
Un jour Garrett débarque de force chez Henry pour percer son secret. Il lui vole l’ordinateur où s’est inscrit un nouveau nom : « Transport éclair ».
En sortant, il se fait renverser par un camion et meurt. Henry découvre alors que sur le véhicule est inscrit « transport éclair ».

### Le bus de nuit
A Londres, deux frères Nick et Jeremy se rendent à une fête déguisée pour Halloween que leur cousin organise pour s'amuser ils ont eu l'accord de leur père mais à une condition ils devaient rentrer à 23 h 30 min. Ils montent donc dans un bus de nuit vide pour rentrer chez eux. Au début il était vide mais à minuit la lumière s'alluma et Nick aperçu les épaules du conducteur et vit le receveur. Au fur et à mesure que le bus s’arrête, d’étranges personnes montent dedans et parlent de leurs vacances en parlant du Titanic en plus elles ignorent les deux frères. Nick voit bien que le bus ne s'arrête pas à tous les arrêts, il trouve ça étrange… Il prend son frère par le bras et sort du bus en courant. 
Quand ils arrivèrent chez eux, leur mère leur dit que le bus ne roule  plus depuis 30 ans et que tous les arrêts où ils s’étaient arrêtés étaient des cimetières... Et tout a coup Nick (le grand frère de Jeremy) tomba de sa chaise...
Il avait surement fait un aller retour au royaume des morts, la ou normalement nul retour n'est possible.

### L'horrible rêve de Harriet
Harriet, issue d’une famille riche, est une jeune fille très arrogante. Elle vit avec sa famille dans une grande maison avec des domestiques. Une nuit, elle fait un rêve dans lequel son père fait faillite car ses associés sont partis avec tout l’argent.Un soir, elle a fait un horrible cauchemar. Son père a tout perdu et toute la famille est ruinée. Pour repartir de zéro, il faut abandonner la magnifique demeure et son parc, quitter l’école privée afin de vivre dans une petite maison et fréquenter l’école publique. L’adolescente se réveille en hurlant, et heureusement, ce n’était qu’un cauchemar qui la rend d’ailleurs maussade lorsqu’elle va partager le petit-déjeuner familial. À ce moment-là, son père lui fait un discours identique à celui de son rêve : les affaires sont au plus mal et ils doivent quitter la maison. Pourtant, Harriet devra vivre chez son oncle Algernon, qui tient le restaurant Le Gourmet à la scie. La jeune fille a beau refuser la décision de son père, mais lorsqu’Algernon se présente au volant de sa vieille camionnette, elle doit prendre place à ses côtés. Ses parents l’envoient donc chez un ami proche de la famille, nommé Algernon, qui est restaurateur et qui a besoin d’elle pour son restaurant, l’un des plus chers de Londres. Mais Harriet comprend que c’est l’ami qui donne de l’argent à son père et non l’inverse, ce qu’elle trouve très étonnant. D’autant plus que le restaurant d’Algernon s’appelle "Le Gourmet à la scie" et que l'homme paraît étrange. Une fois arrivée dans le restaurant, elle se rappelle alors que Le Gourmet à la scie était également le nom d’un cannibale dans un recueil d’horreur. C’est alors qu’elle comprend la signification du nom du restaurant : c’est un restaurant cannibale ! Et elle se rend compte qu’Algernon veut en fait la tuer pour la manger.
Ce n’est qu’un rêve mais pourtant, lorsqu’elle se réveille, elle se rend compte qu’elle est attachée dans la cuisine d’Algernon et que toute cette aventure était réelle.

### Peur
Deux fois par an, une mère emmène son fils Gary en vacances dans le Suffolk, chez sa grand-mère. La vieille dame invite sa fille à se reposer et son petit-fils à bénéficier des bienfaits de la campagne. Mais Gary, jeune harceleur, reste indifférent à tout ce qui concerne la nature et ne respecte pas les règles de préservation de l’environnement.
Un jour, il part pour une balade et finit par se perdre dans des champs, il ne retrouve plus le chemin du retour. En avançant dans une campagne plutôt défavorable, il aperçoit la maison de sa grand-mère, par-delà un champ. Il est soulagé car il commençait à avoir peur. En traversant le champ, celui-ci lui semble beaucoup plus grand qu’il le pensait. La marche est épuisante, Gary décide de prendre une petite pause  sur un piquet au centre du champ. 
Pendant ce temps personne ne voyait le jeune garçon, ni même la police. Sa mère a même fini par repartir pour la capitale, en évitant de regarder l’épouvantail immobile enfoncé au milieu du champ, alors qu'elle pensais que c'était lui. Et ça l'était...

### L'homme au visage jaune
Henry, un jeune ado, attend à la gare pour prendre le train pour Londres avec son oncle et sa tante. Pour patienter il décide de se prendre en photo dans un photomaton. Mais au développement des photos, un homme étrange apparaît sur la 3ème et dernière photo : un homme dont le visage est jaune et fripé. Henry est perturbé par cette photo et a un mauvais pressentiment, il essaie donc de convaincre son oncle et sa tante de ne pas prendre le train, en vain. Après plusieurs heures de voyage, un grand bruit se fait entendre, quelques secondes plus tard, le train est secoué en tous sens et prend feu. Après plusieurs années de convalescence et plusieurs opérations, Henry peut enfin mener une vie normale mais quand il se regarde dans le miroir, il voit en face de lui l’homme au visage jaune et fripé du photomaton. Plus tard, il apprend qu’il a été le seul blessé grave de l’accident.

### L'oreille du singe
La famille Becker est en vacances au Maroc. Les parents Becker ont promis à leur fils de lui acheter un cadeau au souk. La famille ne trouve pas la sortie du souk de Marrakech alors ils entrent dans un magasin d’antiquités. Un homme leur propose une oreille de singe. Le fils de la famille, Bart, la veut absolument. Ils l’achètent pour lui faire plaisir et rentrent chez eux à Londres.
Une fois chez eux, ils essaient de faire des vœux car l’oreille de singe est réputée pour pouvoir en réaliser quatre. Mais les vœux ne se réalisent pas, au contraire ils ne leur arrivent que des malheurs. Tout d'abord quand le père demande une grosse Ferrari, il ne reçoit que du riz au carry. Quand la mère demande "un paquet de fric", ils ne reçoivent qu'un paquet de frites. Quand le père demande à avoir les cheveux longs pour se faire un catogan, c'est un ouragan le lendemain qui passe uniquement sur leur maison. Bart a alors une hypothèse qui serait que l’oreille est malentendante. L’oreille de singe provenant d’un singe mal entendant et c’est pour cela qu’ils n’ont pas les vœux demandés. Il aurait fallu parler plus fort ou plus haut.
Brenda, la mère, se rend compte qu’il ne reste qu’un vœu. Bart commence à argumenter pour pouvoir faire le dernier vœu en disant que c’était lui qui avait insisté pour acheter l’oreille de singe mais le père, Brian, souhaite aussi faire ce vœu : il le justifie en disant que c’est lui le père de famille et que c’est à lui de prendre les décisions. A la fin Bart et son père se disputent et son père lui hurle : « Va au diable !» et Bart disparaît. Depuis ce jour Bart a disparu, ses parents le cherchent toujours, ils ont même déménagé au diable vauvert pour essayer de le retrouver.